# Cithaerias phantoma
Cithaerias phantoma är en fjärilsart som beskrevs av Anton Heinrich Fassl 1922. Cithaerias phantoma ingår i släktet Cithaerias och familjen praktfjärilar. Inga underarter finns listade i Catalogue of Life.

## Bildgalleri

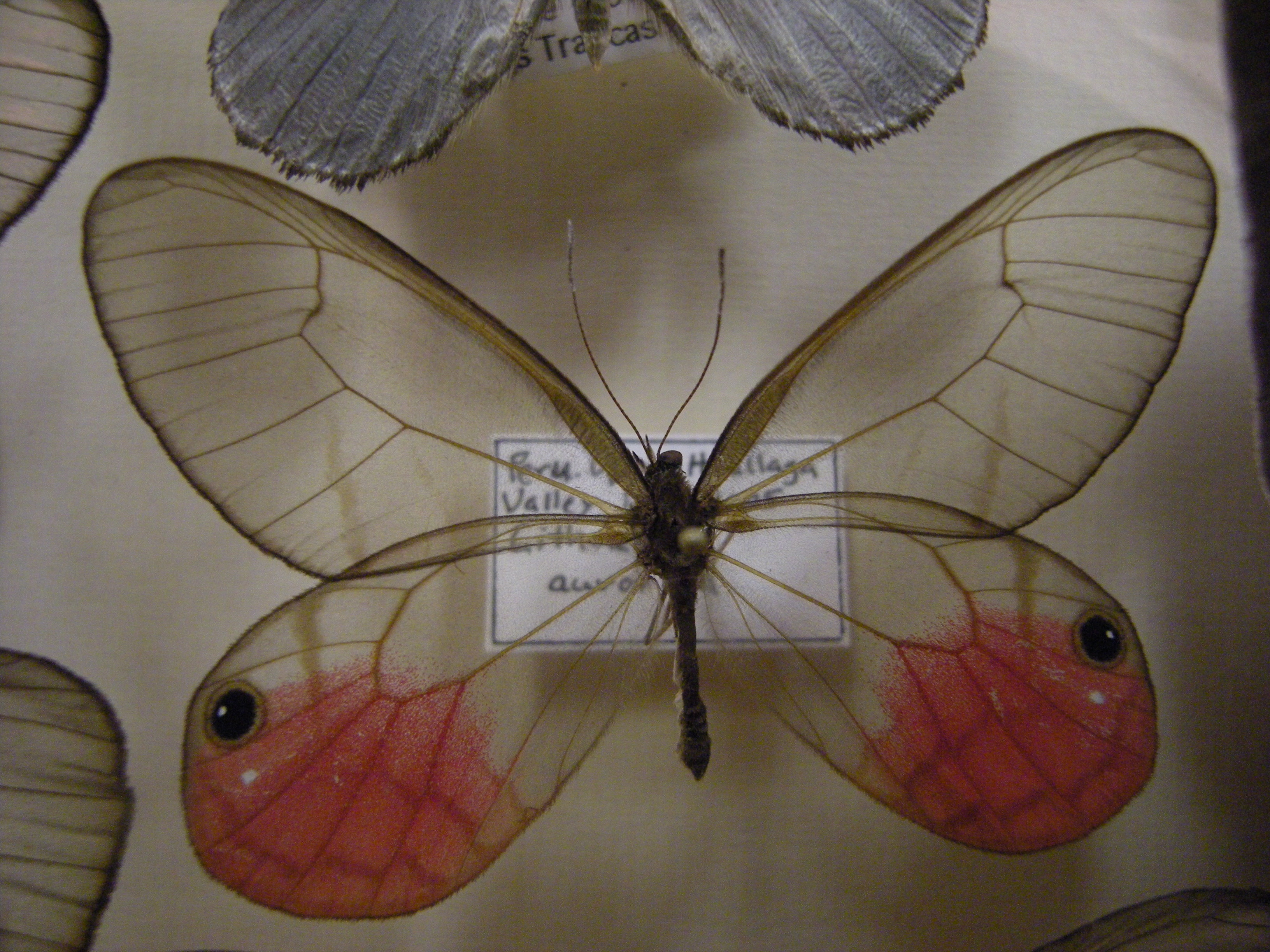
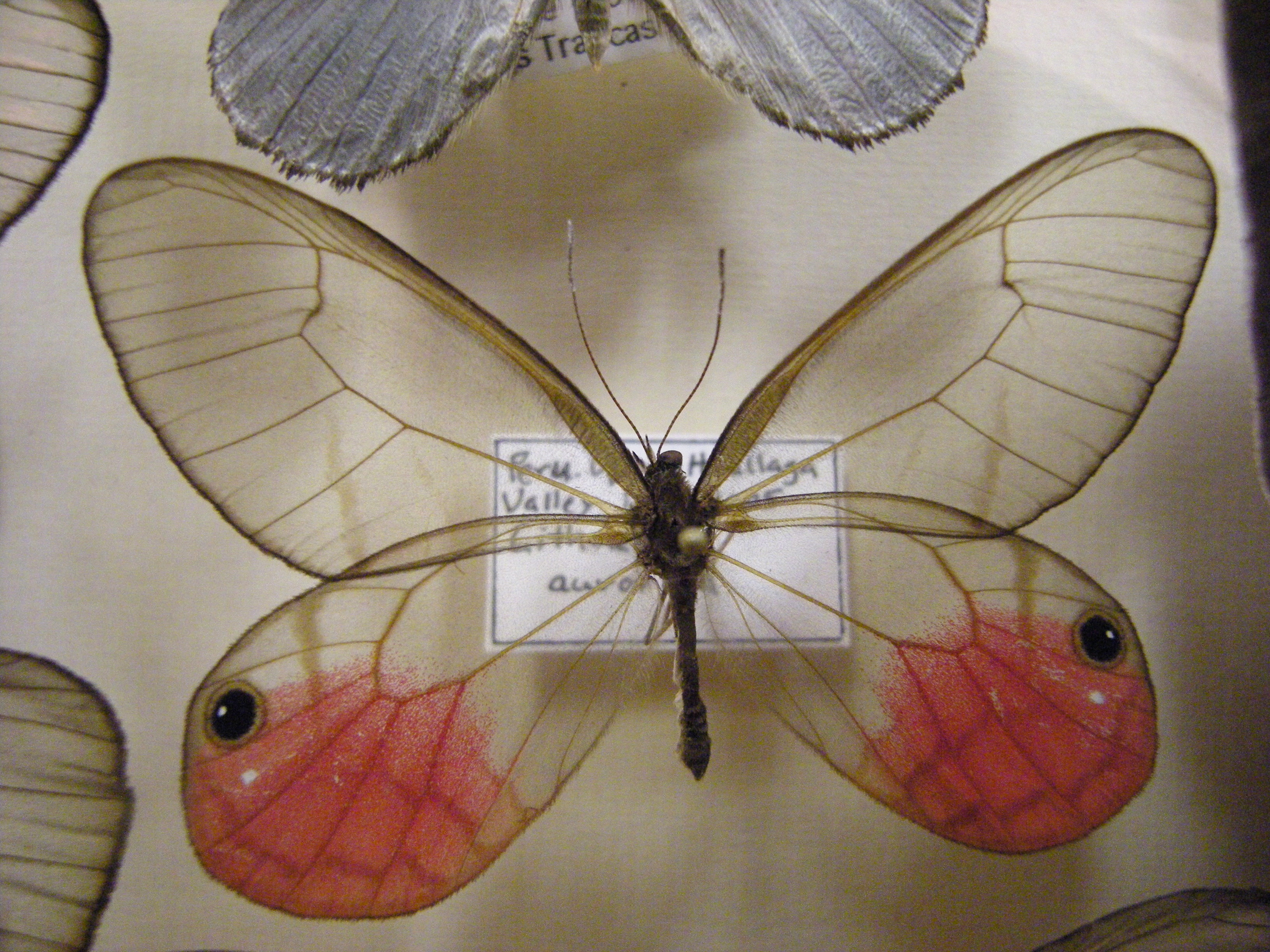